# حزب التضامن
حزب التضامن (Kulmiye) - الحزب الحاكم زعيمه الحالي هو السيد موسى بيحي عبده. خاض الحزب منافسة قوية مع الحزب الديمقراطي الشعبي المتحد (UDUB) بزعامة الرئيس السابق طاهر ريالي كاهن وحزب العدالة والتنمية (UCID) بزعامة المهندس فيصل علي ورابي، وأعلنت «اللجنة الوطنية للانتخابات» فوزه بحوالي 50% من الأصوات، كما فاز الحزب بانتخابات مجلس النواب عام 2006 ب28 مقعدا من أصل 82 مقعد.

## نظرة
المبادئ الأساسية للحزب:
أن الجمهور هو سيد مصيره، وأنه
الحكومة ليست سوى خادمة وينبغي أن تكون مع
التواضع بدلا من التسلط. كولمية أيضا
وتعتقد أنه يتعين على الدولة لصياغة
السبل والوسائل لتسخير الإبداع و
الحيلة لمواطنيها من أجل الصالح العام.
• أن الحقوق الأساسية والدستورية لل
وينبغي احترام المواطنين السياسية أو غير ذلك.
• أن دور الحكومة هو تسهيل و
لا لإحباط روح المبادرة من
المواطنين، وبعدد أقل من الضرائب والأنظمة،
براعة المشاريع للمواطنين هي أقصر
الطريق إلى التنمية الاقتصادية.
• أن مستقبل القوة الاقتصادية تقع أرض الصومال
ليس في مواردها الطبيعية الضئيلة ولكن في مهارات
في رأس المال البشري، والتي يمكن أن يتحقق إلا إذا كنا
الاستثمار في التدريب والتعليم والرعاية الاجتماعية في
شبابنا. ولذلك، على سبيل المثال، فإن كولمية
الإنجليزية ولاية باعتبارها وسيلة للتعليم
• أن المسؤولية المالية والمساءلة و
ينبغي مراعاة الشفافية والذين يخونون
يجب التعامل مع ثقة الجمهور وفقا للقانون
• وأعد هذا كولمية على المنافسة في حرة ونزيهة
الانتخابات البرلمانية وترحب الاستطلاع الدولية
المراقبون
• أن الحظر غير دستوري وخاصة في الإذاعة
التلفزيون هو مخالف لقانون البلاد و
عائقا أمام الإبداع والتنمية والتجارة و
يجب أن يرفع فورا
• أن لجنة مستقلة تحت العامة
ينبغي أن يعين ميثاق البث للإشراف على
تشغيل راديو هرجيسا.
• ينبغي أن صوماليلاند حماية حقوق
الأقليات والمهمشين.